# كارميلو بيني
كارميلو بيني (بالإيطالية: Carmelo Bene)‏ هو كاتب مسرحي وكاتب ومخرج وشاعر وممثل إيطالي (وحمل سابقاً جنسية مملكة إيطاليا)، ولد في 1 سبتمبر 1937 في كامبي سالنتينا في إيطاليا، وتوفي في 16 مارس 2002 في روما في إيطاليا بسبب سرطان.

## وصلات خارجية
- كارميلو بيني على موقع IMDb (الإنجليزية)
- كارميلو بيني على موقع الموسوعة البريطانية (الإنجليزية)
- كارميلو بيني على موقع ألو سيني (الفرنسية)
- كارميلو بيني على موقع ميوزك برينز (الإنجليزية)
- كارميلو بيني على موقع أول موفي (الإنجليزية)
- كارميلو بيني على موقع قاعدة بيانات الأفلام السويدية (السويدية)
- كارميلو بيني على موقع ديسكوغز (الإنجليزية)
- كارميلو بيني على موقع قاعدة بيانات الفيلم (الإنجليزية)
- كارميلو بيني على موقع كينوبويسك (الروسية)